# يوسف فنيانوس
يوسف فنيانوس (مواليد 1964) هو سياسي لبناني ووزير الأشغال العامة والنقل من 31 ديسمبر 2016 حتى 31 يناير 2020.

## سيرته
ولد يوسف أنطوان فنيانوس في زغرتا عام 1964، والدته فيوليت عبد الله. أنهى دراسته الثانوية في مدرسة الآباء الكرملين. وهو حاصل على إجازة في الحقوق من الجامعة اللبنانية.
عمل في مكتب محاماة في طرابلس. حصل على شهادتين في التحكيم من معهد التحكيم العربي في القاهرة والتحكيم الدولي في لندن.
تدرج في مناصب عدة في تيار المردة انطلاقاً من مكتب الشباب إلى مستشار النائب سليمان فرنجية وصولاً إلى توليه حقيبة وزارة الاشغال العامة والنقل في يناير 2016.

## العقوبات الأمريكية
في 8 سبتمبر 2020، فرضت وزارة الخزانة الأمريكية عقوبات على الوزيرين السابقين يوسف فنيانوس وعلي حسن خليل، ضمن قانون مكافحة الإرهاب، لافتة إلى انهما متورطان بالإرهاب وقدما مساعدات عينية ومالية لحزب الله في لبنان.
وأوضحت أن «فنيانوس ساعد حزب الله للوصول إلى معلومات قانونية حساسة متعلقة بعمل المحكمة الدولية، وتلقى مئات الاف الدولارت من حزب الله لقاء خدمات سياسية وحرص من خلال منصبه كوزير للأشغال على إسناد عقود مع الدولة اللبنانية لشركات مرتبطة بحزب الله».

## حياته الشخصية
هو متزوج من سونيا أبو عرب ولديه ثلاث أولاد: أنطوان، إيريس، وتالا.